# Hầu chắc chắn
Trong lý thuyết xác suất, một biến cố xảy ra gần như chắc chắn nếu nó xảy ra với xác suất bằng 1.

## Định nghĩa
Cho (Ω, F, P) là một không gian xác suất. Chúng ta nói một biến cố E trong F xảy ra gần như chắc chắn nếu P(E) = 1. 
Tương tự, chúng ta có thể nói E xảy ra gần như chắc chắn nếu xác suất E không xảy ra bằng 0.
Một cách định nghĩa khác sử dụng lý thuyết độ đo là (bởi vì P là một độ đo của không gian mẫu Ω) E xảy ra gần như chắc chắn nếu E = Ω gần như mọi nơi.